# Бранкіца Станкович
Бранкіца Станкович (серб. Бранкица Станковић; нар. жовтень 1975) — сербська журналістка. Була головним редактором телепрограми Insajder на телеканалі B92, яка присвячена журналістським розлідуванням на тему злочинності і корупції в Сербії.

## Рання кар'єра
Станкович народилася у жовтні 1975 року в Белграді, Сербія (тоді СФР Югославія). Після закінчення середньої школи вступила до школи акторської майстерності, яку закінчила через два роки.
У 1996 році почала працювати журналістом у компанії RTV Studio B, але вже у 1997 році вона перейшла до радіостанції B92. У 1990-х роках, B92 був відомий як незалежний, продемократичний канал новин на відміну від інших ЗМІ, що залежали від корумпованого режиму тодішнього президента Слободана Мілошевича . Впродовж своєї кар'єри Бранкіца Станкович була редактором новинних програм радіо B92 і сценаристом для таких щотижневих програм, як Jutopija і Apatrija. Вона також працювала іноземним кореспондентом Шведського радіо і німецького Westdeutscher Rundfunk.

## Insajder
У 2004 році на телеканалі B92 вийшла телепрограма Insajder, головним редактором якої стала Станкович. У програмі викривалися політична корупціїя та злочинність в Сербії. Починаючи з 2004 року, вийшло 19 сезонів телепрограми, по два щорічно, причому кожен сезон містив від двох до дев'яти епізодів, в цілому 82 епізоди. Перший сезон Insajder присвячений політичним аспектам вбивства прем'єр-міністра Сербії Зорана Джинджича. Наступні програми були присвячені справі митної мафії, контрабанді сигарет та таємному перерахунку державних коштів на Кіпр. Це розслідування призвело до арешту колишнього директора митного бюро Михаля Кертеса Крім того розслідували корупцію в державній компанії РБ «Колубара», зв'язки між політиками та футбольними хуліганами та іншими екстремістськими групами, корупцію з приватизацією державних компаній, корупцію в компанії РТБ «Бор» та багато інших важливих випадків політичної корупції та злочинності.
Після розслідування про зв'язки лідерів футбольних хуліганів з мафією і політиками в 2009 році Станкович отримав численні погрози смерті. 16 грудня 2009 року під час футбольного матчу Ліги Європи між белградським «Партизаном» і донецьким «Шахтарем», група футбольних ультрас, зі словами «Ти змія, послідуєш за Курувієм, Бранкіца повія», проштринкули ножами надувну ляльку, яка символізувала Станкович. Хуліганський вигук посилався на смерть Славко Курувія, ще одного журналіста-розслідувача, який був убитий в 1999 році. Для охорони Станкович приставлено цілодобовий поліційний патруль. Апеляційний суд Белграда засудив трьох хуліганів до умовних покарань від 10 до 12 місяців у жовтні 2013 року за погорози Станкович, а Мілош Радосавлевич Кімі, лідер хуліганської групи «Алькатраз», був засуджений до 16 місяців ув'язнення у 2010 році.
У 2014 році Станкович удостоєна нагородою «Мужність у журналістиці», яку присуджує Міжнародний жіночий медіа-фонд (IWMF).

## Книга
У 2013 році Б92 опублікувала автобіографічну книгу Станкович під назвою «Інсайдер: Моя історія» (серб. "Insajder, moja priča").